# Coleophora ononidella
Coleophora ononidella is een vlinder uit de familie kokermotten (Coleophoridae). De wetenschappelijke naam is voor het eerst geldig gepubliceerd in 1879 door Millière.
De soort komt voor in Europa.